# .gi
.giは国別コードトップレベルドメイン（ccTLD）の一つで、イギリス領ジブラルタルに割り当てられている。
略称がたまたま同一であるため、スペインのジローナ県のドメインとしても使われることがあるが、スペインはジブラルタルの領有権を主張しているため問題になっている（このドメインを使うことにより、現状を容認することになってしまうため）。